# Gimbuty
Gimbuty (biał. Гімбуты, Himbuty; ros. Гимбуты, Gimbuty) – wieś na Białorusi, w obwodzie grodzieńskim, w rejonie lidzkim, w sielsowiecie Dworzyszcze, nad Żyżmą.

## Historia
W XIX i w początkach XX w. dwie wsie i folwark (majątek ziemski) położone w Rosji, w guberni wileńskiej, w powiecie lidzkim. Częściowo własność Kalinowskich i częściowo Skarbu Państwa. W folwarku prywatnym znajdowała się kaplica rzymskokatolicka, będąca filią parafii w Trokielach, w 1881 już nieistniejąca.
W dwudziestoleciu międzywojennym dwie wsie i kolonia leżące w Polsce, w województwie nowogródzkim, w powiecie lidzkim, w gminie Lida. Demografia w 1921 przedstawiała się następująco:
|                 | Liczba mieszkańców | Budynki | Narodowość | Narodowość        | Wyznanie    | Wyznanie |
| Polacy          | Liczba mieszkańców | Budynki | inna       | rzymskokatolickie | prawosławne |          |
| --------------- | ------------------ | ------- | ---------- | ----------------- | ----------- | -------- |
| wieś Gimbuty I  | 62                 | 12      | 62         | –                 | 57          | 5        |
| wieś Gimbuty II | 97                 | 16      | 97         | –                 | 96          | 1        |
| kolonia Gimbuty | 85                 | 15      | 85         | –                 | 74          | 11       |

Po II wojnie światowej w granicach Związku Sowieckiego. Od 1991 w niepodległej Białorusi.